# Anatolia
Pour plus de détails, voir Fiche technique et Distribution.
Anatolia (Okul Tıraşı) est un film turc réalisé par Ferit Karahan, sorti en 2021.

## Synopsis
Dans un pensionnat isolé, un garçon essaie de protéger son ami malade de l'inertie bureaucratique de l'établissement.

## Fiche technique
- Titre : Anatolia
- Titre original : Okul Tıraşı
- Titre anglais : Brother's Keeper
- Réalisation : Ferit Karahan
- Scénario : Ferit Karahan et Gülistan Acet
- Photographie : Türksoy Gölebeyi
- Montage : Ferit Karahan, Hayedeh Safiyari et Sercan Sezgin
- Production : Kanat Dogramaci
- Société de production : Asteros Film et Flama Booking
- Société de distribution : Moonlight Films Distribution (France)
- Pays :  Turquie et  Roumanie
- Genre : Drame et thriller
- Durée : 85 minutes
- Dates de sortie : 
  -  Hong Kong : 2 avril 2021 (festival international du film de Hong Kong)
  -  France : 8 juin 2022
  -  Turquie : 17 juin 2022

## Distribution
- Samet Yildiz : Yusuf
- Ekin Koç : le professeur Selim
- Mahir Ipek : le principal
- Melih Selcuk : le professeur Kenan
- Cansu Firinci : le professeur Hamza
- Nurullah Alaca : Memo
- Mert Hazir : Ahmet
- Mustafa Halli : Faruk
- Münir Can Cindoruk : le professeurHaluk
- Umit Bayram : Idris
- Dilan Parlak : le professeur Sevda
- Ferit Karahan : le vice-principal
- Nedim Salman : Akif
- Siddik Salaz : Mahmut
- Tekin Bulut : Sacit

## Distinctions
Le film a reçu le prix FIPRESCI lors de la Berlinale 2021 pour la section Panorama.